# Bolbitis deltigera
Bolbitis deltigera là một loài thực vật có mạch trong họ Lomariopsidaceae. Loài này được (Bedd.) C. Chr. mô tả khoa học đầu tiên năm 1934.